# Ahmad Mnajed
Ahmad Mnajed Abbas (Kirkuk, 13 dicembre 1981) è un ex calciatore iracheno, di ruolo attaccante.

## Caratteristiche tecniche
Gioca prevalentemente come seconda punta.

## Carriera

### Club
Ha giocato nel campionato libanese con l'Al-Ansar, in quello degli Emirati Arabi Uniti con l'Al-Wahda, in quello del Bahrain con l'Al-Riffa ed in varie squadre del campionato iracheno.

### Nazionale
Nel 2001 ha partecipato ai Mondiali Under-20. Ha partecipato a due edizioni della Coppa d'Asia, nel 2004 e nel 2007, contribuendo alla vittoria della seconda. Nel 2004 è stato convocato per i Giochi olimpici di Atene, chiusi dalla sua nazionale al quarto posto dopo la sconfitta contro l'Italia nella finale per la medaglia di bronzo; nel torneo olimpico ha giocato 2 partite, il 12 agosto nella vittoria contro il Portogallo (4-2) nella seconda giornata della fase a gironi, ed il successivo 18 agosto.

## Palmarès

### Club

#### Competizioni nazionali
- Campionato iracheno: 2

Al-Zawraa: 2000-2001
Duhok: 2009-2010
- Coppa d'Élite irachena: 1

Al-Shorta: 2000
- Supercoppa d'Iraq: 1

Al-Zawraa: 2000
- Coppa del Principe della Corona del Bahrein: 2

West Riffa: 2004, 2005
- Campionato libanese: 1

Ansar: 2006-2007
- Coppa del Libano: 2

Ansar: 2006-2007, 2007-2008